# Cabinet Merkel IV
Pour les articles homonymes, voir Cabinet Merkel.
 (janvier 2023).
Si vous disposez d'ouvrages ou d'articles de référence ou si vous connaissez des sites web de qualité traitant du thème abordé ici, merci de compléter l'article en donnant les références utiles à sa vérifiabilité et en les liant à la section « Notes et références ».
République fédérale d'Allemagne
Merkel III Scholz
Le cabinet Merkel IV (en allemand : Kabinett Merkel IV) est le gouvernement fédéral de la République fédérale d'Allemagne du 14 mars 2018 au 8 décembre 2021, durant la dix-neuvième législature du Bundestag.

## Historique du mandat
Dirigé par la chancelière fédérale chrétienne-démocrate sortante Angela Merkel, ce gouvernement est constitué et soutenu par une grande coalition entre l'Union chrétienne-démocrate d'Allemagne (CDU), le Parti social-démocrate d'Allemagne (SPD) et l'Union chrétienne-sociale en Bavière (CSU). Ensemble, ils disposent de 399 députés, soit 56,3 % des sièges du Bundestag.
Il est formé à la suite des élections législatives fédérales du 24 septembre 2017.
Il succède donc au cabinet Merkel III, constitué et soutenu par une coalition identique.

### Formation
Au cours du scrutin, la CDU/CSU et le SPD réalisent leur pire résultat depuis la Seconde Guerre mondiale, tout en conservant la majorité absolue. Le SPD décide toutefois de passer dans l'opposition, aussi la CDU/CSU engage des discussions en vue de former une « coalition jamaïcaine » avec le FDP et les Grünen. Elles débouchent sur un échec le 19 novembre, près de deux mois après les élections.
Le Parti social-démocrate prend finalement la décision d'ouvrir des discussions exploratoires, qui se terminent le 12 janvier 2018 sur un accord en vue d'ouvrir des négociations de coalition. Ratifié à une courte majorité par un congrès extraordinaire du SPD le 21 janvier, cet accord est suivi le 7 février par un contrat de coalition. Celui-ci est adopté par les militants sociaux-démocrates à 66 % lors d'un vote interne dont le résultat est annoncé le 4 mars.
Le président fédéral Frank-Walter Steinmeier annonce le 5 mars qu'il propose Angela Merkel comme candidate à la chancellerie. Le vote d'investiture du Bundestag est alors convoqué pour le 14 mars.
Il s'agit de la première fois au niveau fédéral que deux grandes coalitions sont formées consécutivement. Deux dirigeants régionaux entrent en même temps dans ce nouvel exécutif : le premier bourgmestre de Hambourg Olaf Scholz, nommé vice-chancelier et ministre fédéral des Finances, ainsi que le ministre-président de Bavière Horst Seehofer, désigné ministre fédéral de l'Intérieur. Il s'agit de la première fois depuis 2002 qu'un chef d'exécutif de Land intègre le gouvernement fédéral. Deux femmes exercent des responsabilités régaliennes, avec Katarina Barley comme ministre fédérale de la Justice et Ursula von der Leyen en tant que ministre fédérale de la Défense, ce qui constitue une première. Il est en outre le premier gouvernement fédéral depuis le cabinet Kohl V à être plus jeune que son prédécesseur tout en étant dirigé par le même chancelier. Ce cabinet est également le plus féminisé de l'ère Merkel avec 40 % de femmes ministres.

### Succession
Au cours des élections fédérales allemandes de 2021, le Parti social-démocrate progresse et devance les Unions chrétiennes, qui réalisent le plus mauvais résultat de leur histoire. Les Verts et le Parti libéral sont les principaux bénéficiaires de ce scrutin, profitant du rejet de la grande coalition au pouvoir,.
Le 6 octobre, les écologistes font part de leur souhait d'ouvrir des discussions exploratoires avec le Parti social-démocrate dans l'optique de mettre en place une coalition « en feu tricolore », une position partagée quelques heures plus tard par le Parti libéral-démocrate. La date d'élection d'Olaf Scholz comme chancelier fédéral est programmée au 8 décembre.

## Composition
- Les nouveaux ministres sont indiqués en gras, ceux ayant changé d'attributions en italique.

| Portefeuille                                                                                    | Titulaire | Titulaire                                                             | Parti |
| ----------------------------------------------------------------------------------------------- | --------- | --------------------------------------------------------------------- | ----- |
| Chancelière fédérale                                                                            |           | Angela Merkel                                                         | CDU   |
| Vice-chancelier Ministre fédéral des Finances                                                   |           | Olaf Scholz                                                           | SPD   |
| Ministre fédéral des Affaires étrangères                                                        |           | Heiko Maas                                                            | SPD   |
| Ministre fédéral de l'Intérieur, des Travaux publics et de la Patrie                            |           | Horst Seehofer                                                        | CSU   |
| Ministre fédérale de la Justice et de la Protection du consommateur                             |           | Katarina Barley (jusqu'au 27/06/2019) Christine Lambrecht             | SPD   |
| Ministre fédéral de l'Économie et de l'Énergie                                                  |           | Peter Altmaier                                                        | CDU   |
| Ministre fédéral du Travail et des Affaires sociales                                            |           | Hubertus Heil                                                         | SPD   |
| Ministre fédérale de l'Alimentation et de l’Agriculture                                         |           | Julia Klöckner                                                        | CDU   |
| Ministre fédérale de la Défense                                                                 |           | Ursula von der Leyen (jusqu'au 17/07/2019) Annegret Kramp-Karrenbauer | CDU   |
| Ministre fédérale de la Famille, des Personnes âgées, des Femmes et de la Jeunesse              |           | Franziska Giffey (jusqu'au 19/05/2021) Christine Lambrecht            | SPD   |
| Ministre fédéral de la Santé                                                                    |           | Jens Spahn                                                            | CDU   |
| Ministre fédéral des Transports et des Réseaux numériques                                       |           | Andreas Scheuer                                                       | CSU   |
| Ministre fédérale de l'Environnement, de la Protection de la Nature et de la Sécurité nucléaire |           | Svenja Schulze                                                        | SPD   |
| Ministre fédérale de l'Éducation et de la Recherche                                             |           | Anja Karliczek                                                        | CDU   |
| Ministre fédéral de la Coopération économique et du Développement                               |           | Gerd Müller                                                           | CSU   |
| Ministre fédéral avec attributions spéciales Directeur de la chancellerie fédérale              |           | Helge Braun                                                           | CDU   |